# Vẻ đẹp đích thực
Vẻ đẹp đích thực (tên từ tựa tiếng Anh: True Beauty, tên gốc tiếng Hàn: 여신강림; Romaja: Yeosin-gangnim, "Nữ thần giáng lâm") là bộ phim truyền hình Hàn Quốc năm 2020-2021 với sự tham gia của các diễn viên chính trong phim Moon Ga-young, Cha Eun-woo, Hwang In-yeop và Park Yoo-na. Dựa trên webtoon Hàn Quốc đình đám cùng tên, bộ phim kể về cuộc đời của Im Joo-Gyeong, một nữ sinh trung học luôn mặc cảm về ngoại hình của mình khi bị bắt nạt và phân biệt đối xử vì bị cho là xấu xí. Cô nàng sau đó đã thành thạo nghệ thuật trang điểm để biến mình thành một "nữ thần" lộng lẫy cùng với đó là mối tình của Joo-Gyeong với Lee Su-Ho, một nam sinh hoàn hảo nhưng có quá khứ đen tối. Bộ phim được công chiếu trên đài tvN vào ngày 9 tháng 12 năm 2020 và phát sóng vào thứ Tư-thứ Năm hàng tuần lúc 10:30 tối (KST). Bộ phim cũng có sẵn để phát trực tuyến qua Viu và Rakuten VIKI bên ngoài Hàn Quốc.
Phim đã được phát sóng trên HTV7 lúc 12:30 bắt đầu từ ngày 4 tháng 1 năm 2022 với thời lượng 30 phút. 

## Cốt truyện
Nữ sinh trung học 18 tuổi Im Joo-Gyeong (Moon Ga-young) là một người luôn mặc cảm về ngoại hình của mình, cô bị gia đình kỳ thị và bạn bè bắt nạt vì bị cho là xấu xí. Từ đây, cô bắt đầu học cách trang điểm bằng cách say sưa xem các video hướng dẫn trang điểm trên internet. Khi Joo-Gyeong thành thạo nghệ thuật trang điểm cũng là lúc cô chuyển đến ngôi trường mới và bắt đầu cuộc sống mới sau những chuỗi ngày bắt nạt ở trường cũ. Sự lột xác của cô lúc này đã chứng tỏ khả năng biến hóa tài tình khi cô nhanh chóng nổi tiếng và các bạn cùng lứa gọi cô ấy là "nữ thần".
Dù mới nổi tiếng nhưng Joo-Gyeong vẫn tự nhận mình là xấu xí và nỗi sợ hãi lớn nhất của cô là khi các bạn nhìn thấy gương mặt thật của mình. Điều này không may đã trở thành sự thật khi người bạn cùng lớp bí ẩn, nổi tiếng và điển trai của Joo-Gyeong, Lee Su-Ho (Cha Eun-woo), người mà trước đây cô đã chạm mặt với khuôn mặt thật của mình một vài lần, nhận ra cô khi không trang điểm. Su-Ho rất nổi tiếng với các học sinh nữ ở trường, nhưng anh ghét là trung tâm của sự chú ý và thường bị coi là xa cách và lạnh lùng. Su-Ho có những nỗi sợ hãi của riêng mình, trong đó ẩn chứa một bí mật đen tối - một sự việc bi thảm trong quá khứ - đã ám ảnh anh trong một thời gian dài. Su-Ho và người bạn thân cũ của mình là Han Seo-Joon (Hwang In-yeop) đã trở nên xa cách vì sự việc này, và lời trách móc mà Seo-Joon đặt lên vai Su-Ho khiến anh cảm thấy mình có rất nhiều lỗi lầm. Joo-Gyeong và những người bạn của mình từ không thích Su-Ho và Seo-Joon sau đã sớm tạo dựng một mối quan hệ khi họ làm sáng tỏ những bí mật, chia sẻ nỗi đau, cùng nhau phát triển và tìm kiếm sự an ủi từ nhau.

## Diễn viên

### Vai chính:
- Moon Ga-Young vai[4] lm Ju-Gyeong

Cô là một nữ sinh lạc quan và tươi sáng, vì không muốn cho mọi người nhìn thấy mặt mộc của mình khi chưa trang điểm nên sau khi thành thạo các kỹ năng trang điểm của mình, Joo-Gyeong đã sử dụng lớp "mặt nạ trang điểm" của mình và trở thành một "nữ thần" nổi tiếng ở ngôi trường mới.
- Cha Eun-Woo vai Lee Su-Ho[5]

Su-Ho được xem như một nam sinh hoàn hảo, dường như có tất cả mọi thứ: ngoại hình, thành tích học tập "khủng", tiền bạc và kỹ năng chơi bóng rổ xuất sắc. Nhưng Su-ho lại có một quá khứ lẫn hiện tại không mấy khả quan. Tình cảm bạn bè giữa cậu và Seo-Joon rạn nứt vì câu chuyện đau buồn ở trong quá khứ. Gia đình lục đục, mẹ mất sớm, cha con không hòa thuận và nỗi ám ảnh quá khứ khiến cậu khó có thể hòa nhập với bạn bè cùng trang lứa. Vì vậy, cậu càng trở nên lạnh lùng hơn và sống dựa vào bản thân, sống một cuộc sống không hạnh phúc, không gia đình, không bạn bè cho đến khi gặp Joo-Gyeong, cuộc đời của cậu dần biến chuyển với nhiều tình huống "dở khóc dở cười".....
- Hwang In-Yeop vai Han Seo-Jun[6]

Cậu là một học sinh lớp 2-5 trường trung học Saebom và đồng thời cũng chính là bạn thân trước đây của Su-ho.  Seo-Joon là học sinh có ngoại hình điển trai, lôi cuốn và nổi tiếng không kém cạnh Su-Ho tại trường trung học Saebom, mặc dù là một "bad boy" có vẻ ngoài cứng rắn, nhưng sâu bên trong nội tâm, cậu là một người rất tốt bụng và đặc biệt yêu thương, chăm sóc, bảo vệ cho mẹ cũng như là em gái của mình. Seo-Joon còn là một ca sĩ tài năng, cậu ấy là một cựu thực tập sinh thần tượng nhưng vì một bi kịch xảy ra vào một năm trước, cậu từ bỏ con đường trở thành ngôi sao và cắt đứt tình bạn bấy lâu qua của mình với Su-ho, người mà cậu từng trân quý và rất thân thiết, nay đã trở thành đối thủ khó ưa trong mắt cậu.
Vai thứ chính:
- Park Yoo-Na vai Kang Su-Jin[7]

Su-Jin là một người có vẻ đẹp tự nhiên và xuất thân từ một gia đình giàu có, tuy nhiên, trái với gia thế giàu có và thành tích học tập chỉ đứng sau Su-Ho trong trường, Su-Jin còn thường xuyên phải đối mặt với áp lực, căng thẳng trong việc cải thiện kết quả học tập để có thể đứng hạng nhất- vị trí mà Su-Ho luôn nắm giữ. Su-Jin không chỉ làm bạn với Su-Ho trong hơn 10 năm mà còn có tình cảm đơn phương đối với Su-ho.

#### Gia đình của lm Joo-Gyeong:
- Park Ho-san vai Im Jae-pil[8]

Cha của Hee-Gyeong, Ju-Gyeong và Ju-Young
- Jang Hye-jin trong vai Hong Hyun-suk

Mẹ của Hee-gyeong, Ju-gyeong và Ju-young
- Im Se-mi vai Im Hee-gyeong[9]

Chị gái lớn của Ju-gyeong và Ju-young
- Kim Min-gi trong vai Im Ju-young

Em trai ruột của Hee-gyeong và Ju-gyeong

#### Gia đình của Han Seo-Joon:
- Park Hyun-jung vai Lee Mi-hyang

Mẹ của Seo-jun
- Yeo Ju-ha vai Han Go-woon

Em gái của Seo-jun

#### Trường trung học Saebom:
- Kang Min-ah vai Choi Soo-ah,[10] bạn thân của Ju-Gyeong và Su-Jin
- Lee Il-jun vai Yoo Tae-hoon, bạn trai của Soo-ah, bạn thân của Su-Ho
- Lee Sang-jin vai Ahn Hyun-gyu,[11] bạn cùng lớp của Ju-Gyeong, Seo-Jun và Su-Ho
- Lee Woo-je vai Kim Cho-rong, bạn của Seo-Jun
- Kim Hyun-ji vai Kim Si-Hyeon, học sinh trường trung học Saebom
- Han Yi-young trong vai bạn cùng lớp của Ju-gyeong và Su-ho
- Oh Eui-sik trong vai Han Jun-woo, giáo viên chủ nhiệm (lớp 2, lớp 5) của Ju-Gyeong và là giáo viên dạy văn ở trường trung học Saebom
- Kim Byung-chun trong vai hiệu phó của trường trung học Saebom

#### Trường trung học Yong-pa:
- Shin Jae-hwi vai Lee Sung-yong,[12] một gã đầu gấu ở Trường trung học Yong-pa
- Jeon Hye-won vai Park Sae-mi,[13] một nữ thần nổi tiếng ở Trường trung học Yong-pa
- Oh Yoo-jin vai Joo Hye-min, người bạn duy nhất của Joo-Gyeong ở trường trung học Yong-pa

### Các nhân vật khác:
- Im Hyun-sung là chủ sở hữu của Prince Comics, tiệm truyện tranh yêu thích của Su-Ho lẫn Joo-Gyeong
- Oh Yoo-jin vai Joo Hye-min bạn học lâu năm của Joo-Gyeong, Joo Hye Min cũng bị bắt nạt bởi hội "trai xinh gái đẹp" trong trường chỉ vì ngoại hình khó nhìn như Im Joo Gyeong trước đó

### Khách mời xuất hiện đặc biệt:
- Jung Joon-ho vai Lee Joo-heon,[14] cha của Su-ho
- Kang Chan-hee vai Yoon Se-yeon,[15] Bạn thân của Su-ho và Seo-Joon, người đã tự sát bằng cách nhảy lầu (tập 1)
- Lee Jae-wook[16]
- Kim Hye-yoon[16]
- Lee Tae-ri[16] vai Wang Hyun-bin, bác sĩ dinh dưỡng của căng tin trường trung học Yong-pa, anh chàng điển trai mà Joo-Gyeong từng "thầm thương trộm nhớ" hồi còn học ở trường trung học Yong-pa (tập 1)
- Kim Young-dae (tập 15)
- Im Da-young vai Jenny, ngôi sao nổi tiếng thích Han Seo-jun, vì thấy Seo-jun thích Ju-gyeong nên cô đã ghét Ju-gyeong

## Sản xuất
Vào tháng 7 năm 2019, đã có thông báo rằng webtoon đình đám "True Beauty" sẽ được chuyển thể thành phim truyền hình. Vào tháng 8 năm 2020, nhà sản xuất phim truyền hình đã xác nhận việc tuyển chọn Moon Ga-young, Cha Eun-woo và Hwang In-Yeop vào các vai chính. Buổi đọc kịch bản đầu tiên được tổ chức vào tháng 10 năm 2020. Ảnh tĩnh từ quá trình quay phim được phát hành vào ngày 10 tháng 11 năm 2020.

## Nhạc phim

### Phần 1
| Phát hành vào 10 tháng 12 năm 2020 | Phát hành vào 10 tháng 12 năm 2020 | Phát hành vào 10 tháng 12 năm 2020                               | Phát hành vào 10 tháng 12 năm 2020                               | Phát hành vào 10 tháng 12 năm 2020 | Phát hành vào 10 tháng 12 năm 2020 |
| STT                                | Nhan đề                            | Phổ lời                                                          | Phổ nhạc                                                         | Nghệ sĩ                            | Thời lượng                         |
| ---------------------------------- | ---------------------------------- | ---------------------------------------------------------------- | ---------------------------------------------------------------- | ---------------------------------- | ---------------------------------- |
| 1.                                 | "Call Me Maybe"                    | KYRIELLE (FAB) IKEK (FAB) PiRi BOi (FAB) Han Hye-ji Lee Hoo-sang | KYRIELLE (FAB) IKEK (FAB) PiRi BOi (FAB) Han Hye-ji Lee Hoo-sang | SAya                               | 3:23                               |
| 2.                                 | "Call Me Maybe" (Inst.)            |                                                                  | KYRIELLE (FAB) IKEK (FAB) PiRi BOi (FAB) Han Hye-ji Lee Hoo-sang |                                    | 3:23                               |
| Tổng thời lượng:                   | Tổng thời lượng:                   | Tổng thời lượng:                                                 | Tổng thời lượng:                                                 | Tổng thời lượng:                   | 6:46                               |

### Phần 2
| Phát hành vào 17 tháng 12 năm 2020 | Phát hành vào 17 tháng 12 năm 2020    | Phát hành vào 17 tháng 12 năm 2020 | Phát hành vào 17 tháng 12 năm 2020 |
| STT                                | Nhan đề                               | Nghệ sĩ                            | Thời lượng                         |
| ---------------------------------- | ------------------------------------- | ---------------------------------- | ---------------------------------- |
| 1.                                 | "I'm In the Mood for Dancing"         | Yuju (GFriend)                     |                                    |
| 2.                                 | "I'm In the Mood for Dancing" (Inst.) |                                    |                                    |

### Phần 3
| Phát hành vào 7 tháng 1 năm 2021 | Phát hành vào 7 tháng 1 năm 2021 | Phát hành vào 7 tháng 1 năm 2021 | Phát hành vào 7 tháng 1 năm 2021 | Phát hành vào 7 tháng 1 năm 2021 | Phát hành vào 7 tháng 1 năm 2021 |
| STT                              | Nhan đề                          | Phổ lời                          | Phổ nhạc                         | Nghệ sĩ                          | Thời lượng                       |
| -------------------------------- | -------------------------------- | -------------------------------- | -------------------------------- | -------------------------------- | -------------------------------- |
| 1.                               | "Happy Ending"                   | Dong Woo-seok                    | Dong Woo-seok                    | Car, the Garden                  | 3:03                             |
| 2.                               | "Happy Ending" (Inst.)           |                                  | Dong Woo-seok                    |                                  | 3:03                             |
| Tổng thời lượng:                 | Tổng thời lượng:                 | Tổng thời lượng:                 | Tổng thời lượng:                 | Tổng thời lượng:                 | 6:06                             |

### Phần 4
| Phát hành vào 13 tháng 1 năm 2021 | Phát hành vào 13 tháng 1 năm 2021 | Phát hành vào 13 tháng 1 năm 2021 | Phát hành vào 13 tháng 1 năm 2021 | Phát hành vào 13 tháng 1 năm 2021 | Phát hành vào 13 tháng 1 năm 2021 |
| STT                               | Nhan đề                           | Phổ lời                           | Phổ nhạc                          | Nghệ sĩ                           | Thời lượng                        |
| --------------------------------- | --------------------------------- | --------------------------------- | --------------------------------- | --------------------------------- | --------------------------------- |
| 1.                                | "I'm Missing You"                 | DOKO                              | DOKO                              | Sunjae                            | 3:03                              |
| 2.                                | "I'm Missing You" (Inst.)         |                                   | DOKO                              |                                   | 3:03                              |
| Tổng thời lượng:                  | Tổng thời lượng:                  | Tổng thời lượng:                  | Tổng thời lượng:                  | Tổng thời lượng:                  | 6:06                              |

### Phần 5
| Phát hành vào 14 tháng 1 năm 2021 | Phát hành vào 14 tháng 1 năm 2021 | Phát hành vào 14 tháng 1 năm 2021 | Phát hành vào 14 tháng 1 năm 2021 | Phát hành vào 14 tháng 1 năm 2021 | Phát hành vào 14 tháng 1 năm 2021 |
| STT                               | Nhan đề                           | Phổ lời                           | Phổ nhạc                          | Nghệ sĩ                           | Thời lượng                        |
| --------------------------------- | --------------------------------- | --------------------------------- | --------------------------------- | --------------------------------- | --------------------------------- |
| 1.                                | "Starlight" (그리움)              | Jung Goo-hyun                     | Jung Goo-hyun                     | Chani (SF9)                       | 4:24                              |
| 2.                                | "Starlight" (Inst.)               |                                   | Jung Goo-hyun                     |                                   | 4:24                              |
| Tổng thời lượng:                  | Tổng thời lượng:                  | Tổng thời lượng:                  | Tổng thời lượng:                  | Tổng thời lượng:                  | 8:48                              |

### Phần 6
| Phát hành vào 21 tháng 1 năm 2021 | Phát hành vào 21 tháng 1 năm 2021 | Phát hành vào 21 tháng 1 năm 2021 | Phát hành vào 21 tháng 1 năm 2021 | Phát hành vào 21 tháng 1 năm 2021 | Phát hành vào 21 tháng 1 năm 2021 |
| STT                               | Nhan đề                           | Phổ lời                           | Phổ nhạc                          | Nghệ sĩ                           | Thời lượng                        |
| --------------------------------- | --------------------------------- | --------------------------------- | --------------------------------- | --------------------------------- | --------------------------------- |
| 1.                                | "Fall in You"                     | DOKO                              | DOKO                              | Ha Sung-woon (Hotshot)            | 3:46                              |
| 2.                                | "Fall in You" (Inst.)             |                                   | DOKO                              |                                   | 3:46                              |
| Tổng thời lượng:                  | Tổng thời lượng:                  | Tổng thời lượng:                  | Tổng thời lượng:                  | Tổng thời lượng:                  | 7:32                              |

### Phần 7
| Phát hành vào 28 tháng 1 năm 2021 | Phát hành vào 28 tháng 1 năm 2021           | Phát hành vào 28 tháng 1 năm 2021 | Phát hành vào 28 tháng 1 năm 2021 | Phát hành vào 28 tháng 1 năm 2021 | Phát hành vào 28 tháng 1 năm 2021 |
| STT                               | Nhan đề                                     | Phổ lời                           | Phổ nhạc                          | Nghệ sĩ                           | Thời lượng                        |
| --------------------------------- | ------------------------------------------- | --------------------------------- | --------------------------------- | --------------------------------- | --------------------------------- |
| 1.                                | "Before Today Is Over" (오늘이 지나기 전에) | Kid Wine                          | TOIL Kid Wine                     | Hyojin (ONF)                      | 2:36                              |
| 2.                                | "Before Today Is Over" (Inst.)              |                                   | TOIL Kid Wine                     |                                   | 2:36                              |
| Tổng thời lượng:                  | Tổng thời lượng:                            | Tổng thời lượng:                  | Tổng thời lượng:                  | Tổng thời lượng:                  | 5:12                              |

## phần 8
STT     Tựa đề                                                                                     Phổ lời                                     Phổ nhạc                                    Nghệ sĩ                                     Thời Lượng
```
1. " Love So Fine                                    Cha Eun Woo            Cha Eun Woo              Cha Eun Woo             3:12
```

## Tỷ lệ người xem
| Mùa | Mùa | Số tập | Số tập | Số tập | Số tập | Số tập | Số tập | Số tập | Số tập | Số tập | Số tập | Số tập | Số tập | Số tập | Số tập | Số tập | Số tập | Trung bình |
| Mùa | Mùa | 1      | 2      | 3      | 4      | 5      | 6      | 7      | 8      | 9      | 10     | 11     | 12     | 13     | 14     | 15     | 16     | Trung bình |
| --- | --- | ------ | ------ | ------ | ------ | ------ | ------ | ------ | ------ | ------ | ------ | ------ | ------ | ------ | ------ | ------ | ------ | ---------- |
|     | 1   | 1083   | 1000   | 1162   | 1178   | 1095   | 1086   | 1154   | 973    | 1361   | 1120   | 1216   | 1107   | 1215   | 1143   | 1353   | 1270   | 1157       |

| 1 | 9 tháng 12 năm 2020  | 3.573% (2nd) | 4.056% (2nd) |
| 2 | 10 tháng 12 năm 2020 | 3.626% (1st) | 3.963% (1st) |
| 3 | 16 tháng 12 năm 2020 | 3.813% (2nd) | 4.711% (2nd) |
| 4 | 17 tháng 12 năm 2020 | 3.586% (1st) | 3.824% (1st) |
| 5 | 23 tháng 12 năm 2020 | 3.859% (2nd) | 4.293% (2nd) |
| 6 | 24 tháng 12 năm 2020 | 3.333% (1st) | 3.724% (1st) |
| 7 | 6 tháng 1 năm 2021   | 3.892% (2nd) | 4.198% (2nd) |
| 8 | 7 tháng 1 năm 2021   | 2.909% (1st) | 3.003% (1st) |
| 9 | 13 tháng 1 năm 2021  | 4.265% (2nd) | 4.938% (2nd) |
| 10 | 14 tháng 1 năm 2021  | 3.411% (1st) | 3.870% (1st) |
| 11 | 20 tháng 1 năm 2021  | 3.850% (2nd) | 4.303% (2nd) |
| 12 | 21 tháng 1 năm 2021  | 3.418% (1st) | 4.069% (1st) |
| 13 | 27 tháng 1 năm 2021  | 4.000% (2nd) | 4.547% (2nd) |
| 14 | 28 tháng 1 năm 2021  | 4.125% (1st) | 4.802% (2nd) |
| 15 | 3 tháng 2 năm 2021   | 4.579% (2nd) | 5.371% (2nd) |
| 16 | 4 tháng 2 năm 2021   | 4.458% (1st) | 5.087% (1st) |
| Trung bình | Trung bình           | 3.794%       | 4.297%       |
| - Trong bảng trên đây, số màu xanh biểu thị cho tỷ lệ người xem thấp nhất và số màu đỏ biểu thị cho tỷ lệ người xem cao nhất. - Bộ phim này được phát sóng trên hệ thống các kênh truyền hình cáp/trả phí nên số lượng người xem thấp hơn so với truyền hình miễn phí (ví dụ như KBS, SBS, MBC hay EBS). |                      |              |              |